# 댐 버스터
《댐 버스터》(The Dam Busters)는 영국에서 제작된 마이클 앤더슨 감독의 1955년 전쟁, 드라마 영화이다. 폴 브릭힐(Paul Brickhill)의 1951년 책 The Dam Busters과 가이 깁슨의 1946년 책 Enemy Coast Ahead에 기반을 둔다. 마이클 레드그레이브 등이 주연으로 출연하였고 로버트 클락 등이 제작에 참여하였다.

## 출연

### 주연
- 마이클 레드그레이브
- 우슬라 진즈

### 조연
- 찰스 카슨
- 스탠리 반 비어스
- 콜린 테이플리

## 기타
- 원작자: 폴 브릭힐
- 미술: 로버트 존스